# 23612 Ramzel
23612 Ramzel este un asteroid din centura principală de asteroizi.

## Descriere
23612 Ramzel este un asteroid din centura principală de asteroizi. A fost descoperit pe 22 ianuarie 1996 la Socorro, New Mexico de Robert Weber. Asteroidul prezintă o orbită caracterizată de o semiaxă mare de 2,64 ua, o excentricitate de 0,21 și o înclinație de 13,4° în raport cu ecliptica.